# Tweemanspolder Molen No.3
De Tweemanspolder Molen No.3 is een grondzeiler nabij Zevenhuizen. De molen is in 1792 gebouwd ter vervanging van een eerdere molen die in dat jaar afbrandde, en is de derde trap van de molenviergang Tweemanspolder. In 1953 is de viergang buiten bedrijf gesteld en zijn de molens in bezit gekomen van de Stichting Molenviergang Tweemanspolder. De molen heeft een scheprad met een diameter van 5,96 m. De molen wordt bewoond en is niet te bezoeken.
Tegenwoordig draait de molenviergang tweemaal per maand, op zaterdag.